# Ondava
L'Ondava és un riu de 146,5 km de llargària d'Eslovàquia. Neix als Carpats Orientals, prop del poble de Nižná Polianka. Flueix cap al sud a través de les ciutats de Svidník, Stropkov i Trhovište. Prop del poble de Cejkov, l'Ondava s'uneix amb el Latorica i formen el riu Bodrog, que és alhora afluent del Tisza.